# Marie Taglioni-Polka
Marie Taglioni-Polka ("Polka di Maria Taglioni") op.173, è una polka di Johann Strauss II.

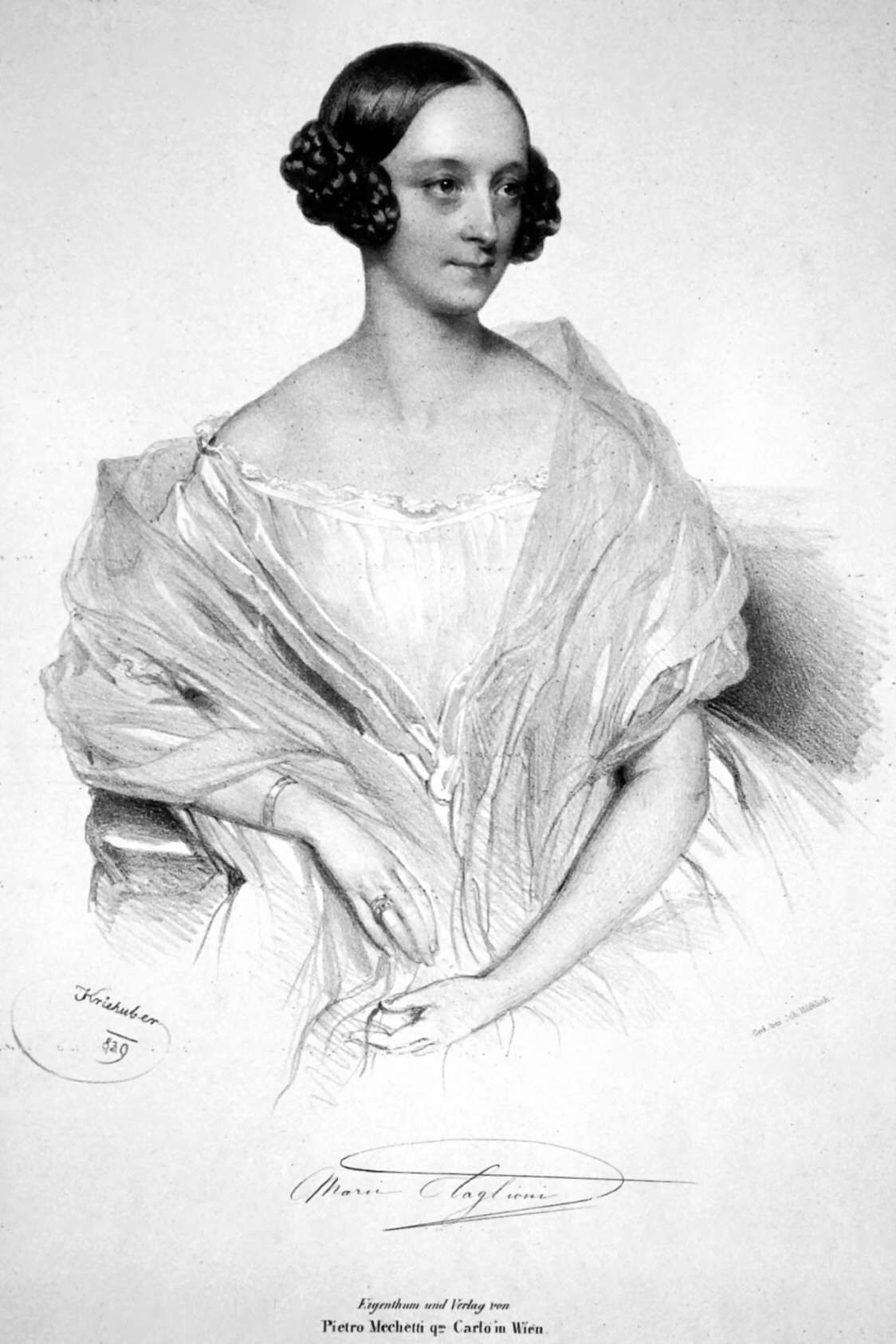
Maria Taglioni in una litografia.

La celebre ballerina Maria Taglioni poté godere di un immenso successo artistico a Vienna durante gli anni compresi fra il 1853 e il 1856. Johann Strauss, allora ventisettenne, fu talmente affascinato dalla grazia e dalla bellezza della ragazza, che già nel gennaio 1853 le rese omaggio rimusicando due suoi pezzi di danza (Satanella-quadriglia op. 123 e Satanella-Polka op. 124) basati su un balletto della Taglioni che all'epoca ebbe grande successo: Satanella oder Metamorphosen (Satanella o le metamorfosi).
Il gennaio del 1856 vide la pubblicazione di una nuova composizione di Johann Strauss, la Marie Taglioni-Polka, ancora una volta basata su melodie di un balletto della ballerina.
Nel pomeriggio di domenica 16 dicembre 1855, tre giorni prima della partenza di Maria Taglioni per Berlino, ai Volksgarten di Vienna fu organizzata (dallo stesso Strauss) una grande serata musicale. In questa occasione il compositore eseguì a capo della sua orchestra, due nuove opere: Le Papillon Polka-Mazurka op. 174 e la Silvester-Polka.
Entrambi i lavori furono ben accolti dal pubblico e non mancarono richieste di bis. Il 19 dicembre il Morgenpost scrisse un articolo in cui si soffermava sulle due composizioni di Johann Strauss, Le Papillon e la Taglioni-Polka; quest'ultima, venne eseguita durante la serata musicale sotto il suo titolo originale (Silvester-Polka), ma fu l'editore di Strauss, Carl Haslinger, che scelse di ribattezzarla in segno di omaggio a Maria Taglioni.
I motivi che spinsero Haslinger a cambiare il titolo della polka furono due: uno era l'ammirazione che nutriva nei confronti della ballerina, mentre l'altro fu un motivo prettamente commerciale (con un titolo talmente prevedibile come Silvester-polka, il numero delle copie vendute sarebbe stato ben al di sotto delle aspettative).